# Straßenbahn Neuwied
Die Straßenbahn Neuwied war ein in der Stadt Neuwied am Rhein und ihrer Umgebung betriebenes Straßenbahn-System. Es war circa 20 Kilometer lang, durchgehend elektrifiziert, meist eingleisig ausgeführt und meterspurig. Die Straßenbahn wurde nach ihrer Stilllegung durch den Oberleitungsbus Neuwied ersetzt.

## Geschichte

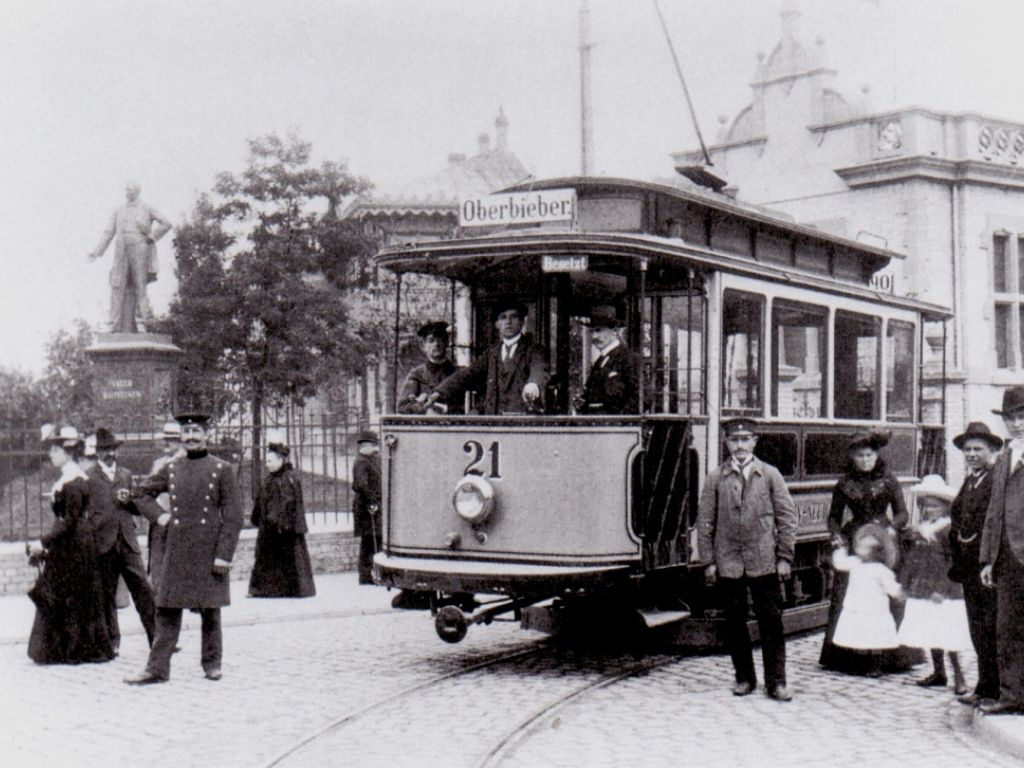
Endhaltestelle an der heutigen Heddesdorfer Straße im Jahr 1902 mit dem Raiffeisen-Denkmal am ehemaligen Standort

Die erste Strecke war 6,7 Kilometer lang und noch als Kleinbahn konzessioniert. Sie wurde am 29. Juli 1901 von der Kreisbahn Neuwied-Oberbieber zwischen dem westlich der rechten Rheinstrecke gelegenen Güterbahnhof von Neuwied und dem nördlichen Nachbarort Oberbieber eröffnet. Endhaltestellen waren der Bahnübergang an der Heddesdorfer Straße und das damalige Hotel Wiedischer Hof in Oberbieber (Kreuzung Friedrich-Rech-Straße/Braunsbergstraße). In Oberbieber befand sich auch das Depot. Ab 1. Mai 1907 galten – nach Aufgabe des geringen Güterverkehrs – für diese Strecke die Rechtsvorschriften für Straßenbahnen.

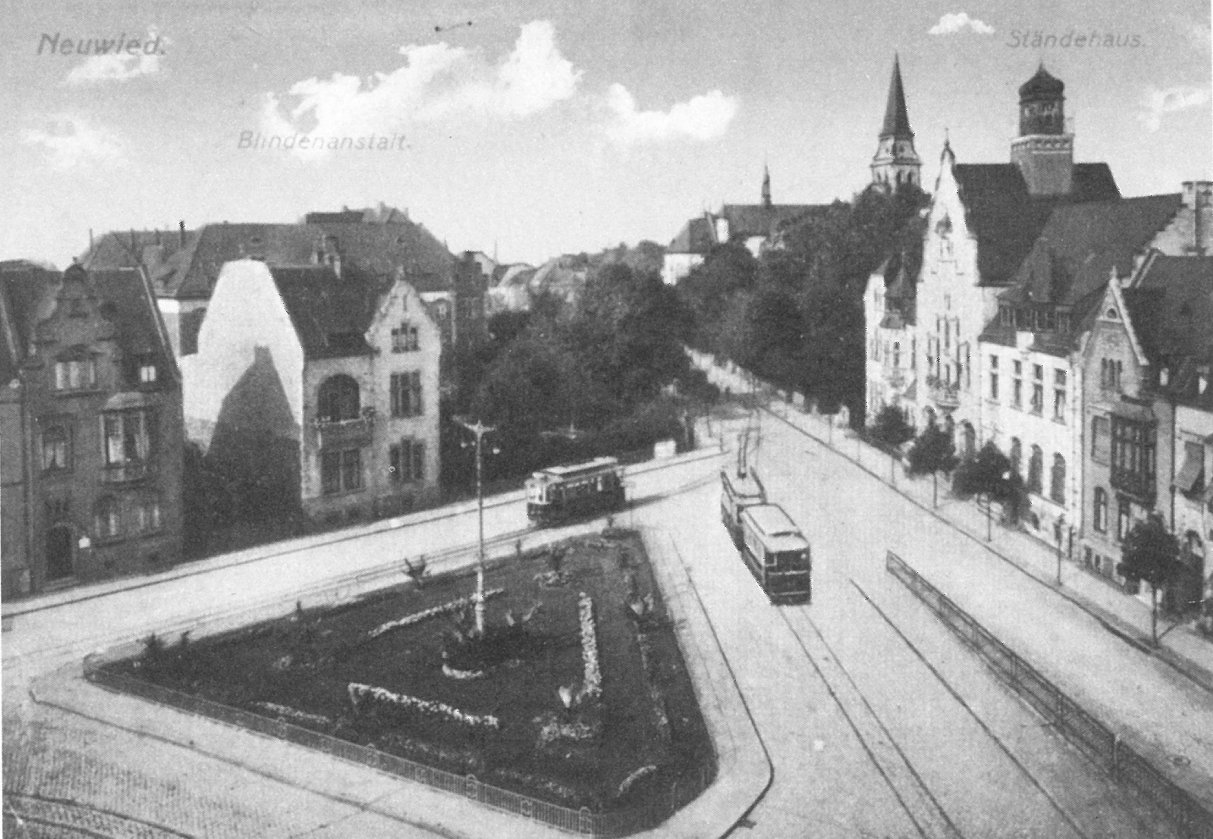
Zwei Triebwagen am Molkteplatz (1910)

Am 4. Dezember 1909 wurde die vorhandene Strecke um 12,3 Kilometer erweitert, hauptsächlich durch eine Strecke von Neuwied über Hermannstraße und Engerser Landstraße in die Nachbarstadt Engers und dann nach Norden abbiegend bis Gladbach. Gleichzeitig kam innerhalb Neuwieds eine 1,1 Kilometer lange, über Bahnhof-, Bismarck- und Marktstraße geführte Verbindung vom Bahnhof zum Rheinufer hinzu. Fortan verkehrten drei Linien, die alle vom Rheinufer ausgingen. Eine nach Oberbieber, die zweite nach Gladbach und die dritte innerstädtisch zum Bahnhof. Das alte Depot wurde durch einen neuen Betriebshof im Osten der Innenstadt an der Engerser Landstraße ersetzt. Infolge der neuen Strecken firmierte die Gesellschaft fortan als Neuwieder Kreisbahnen.
Die Erweiterung war durch die Eisenbahnbaugesellschaft Becker & Co GmbH aus Berlin vorgenommen worden, die bis 1922 auch den Betrieb führte. Diesen übernahm 1924 die neu gegründete kommunale Kraftversorgung Rhein-Wied AG in Neuwied. Sie betrieb ab dem 4. Dezember 1928 auch Omnibus-Linien in Neuwied und Umgebung.
Damals geplante umfangreiche Erweiterungspläne wurden nicht verwirklicht: etwa eine Verbindung am Rhein entlang bis Bad Honnef mit Anschluss zur normalspurigen Siebengebirgsbahn und eine Verbindung zwischen Engers und Bendorf-Sayn zum Koblenzer Straßenbahnnetz.
Seit 1926 gab es nur noch zwei Linien auf dem Netz, das einen Umfang von 18,7 Kilometern hatte. Da die Linie nach Gladbach nun über die heutige Friedrich-Ebert-Straße (damals Göbenstraße) den Bahnhof berührte, entfiel die eigenständige Linie dorthin. Zur gleichen Zeit wurde die ehemalige Strecke über die Hermannstraße abgebaut.
Die Innenstadtstrecke zum Rhein wurde im Zweiten Weltkrieg Ende 1944 zerstört. Daher verband man 1946 beide bisherigen Linien zu einer Durchmesserlinie von Oberbieber bis Gladbach.
Nach fünf Jahrzehnten wäre der Weiterbetrieb der Bahn nur nach kostspieligen Erneuerungsarbeiten möglich gewesen.
So fiel der Entschluss, das gesamte Netz auf Oberleitungsbus-Betrieb umzustellen. Am 1. Oktober 1949 wurde der Schienenverkehr auf der Strecke Neuwied – Engers – Gladbach eingestellt, am 31. Oktober 1950 folgte Neuwied – Oberbieber. Dies war die erste Gesamtstilllegung einer Straßenbahn nach dem Ende des Zweiten Weltkrieges in Deutschland, die nicht auf dessen unmittelbaren Folgen zurückging. Die Fahrzeuge wurden an die Straßenbahn Aachen abgegeben.

## Bilder

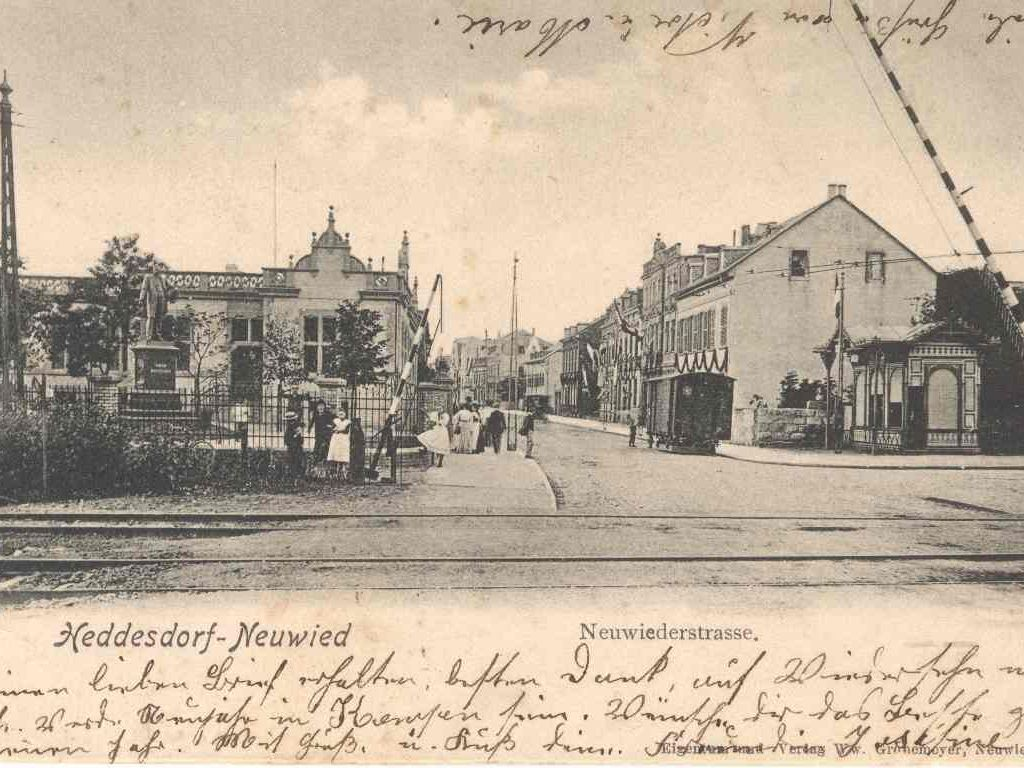
Bahnübergang Heddesdorfer Str. mit Raiffeisdendenkmal und Güterwagen der Neuwieder Kreisbahn
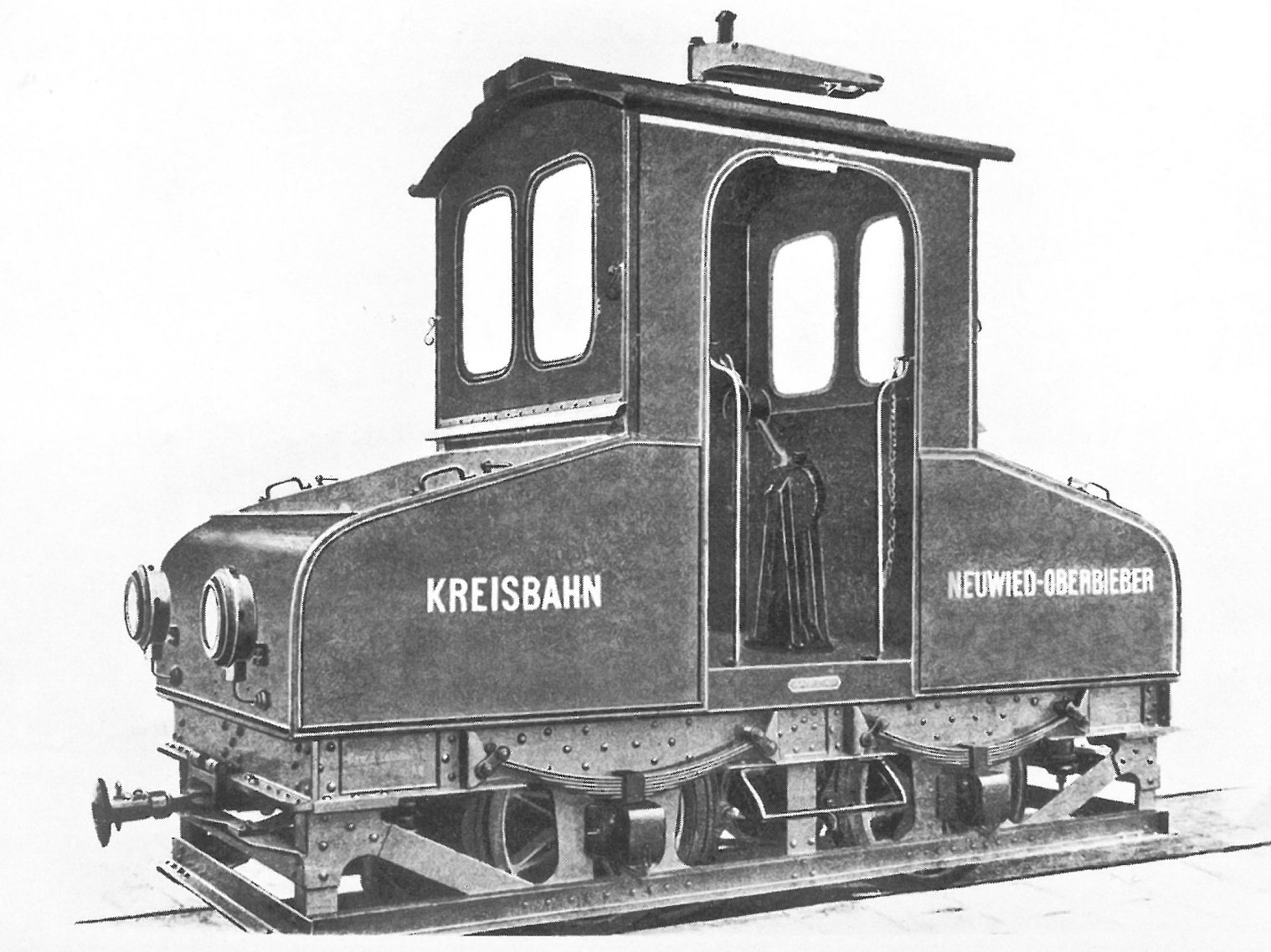
E-Lok der Kreisbahn
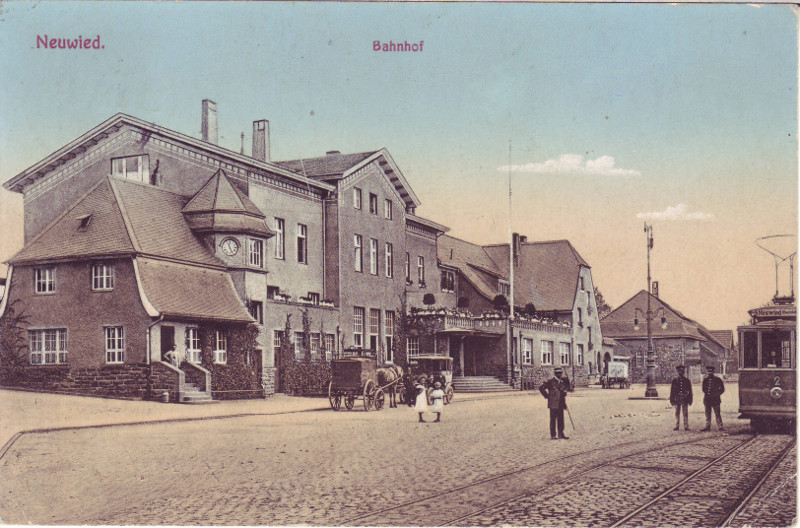
Bahnhofsvorplatz 1910 mit der damaligen Endhaltestelle der innerstädtischen Linie
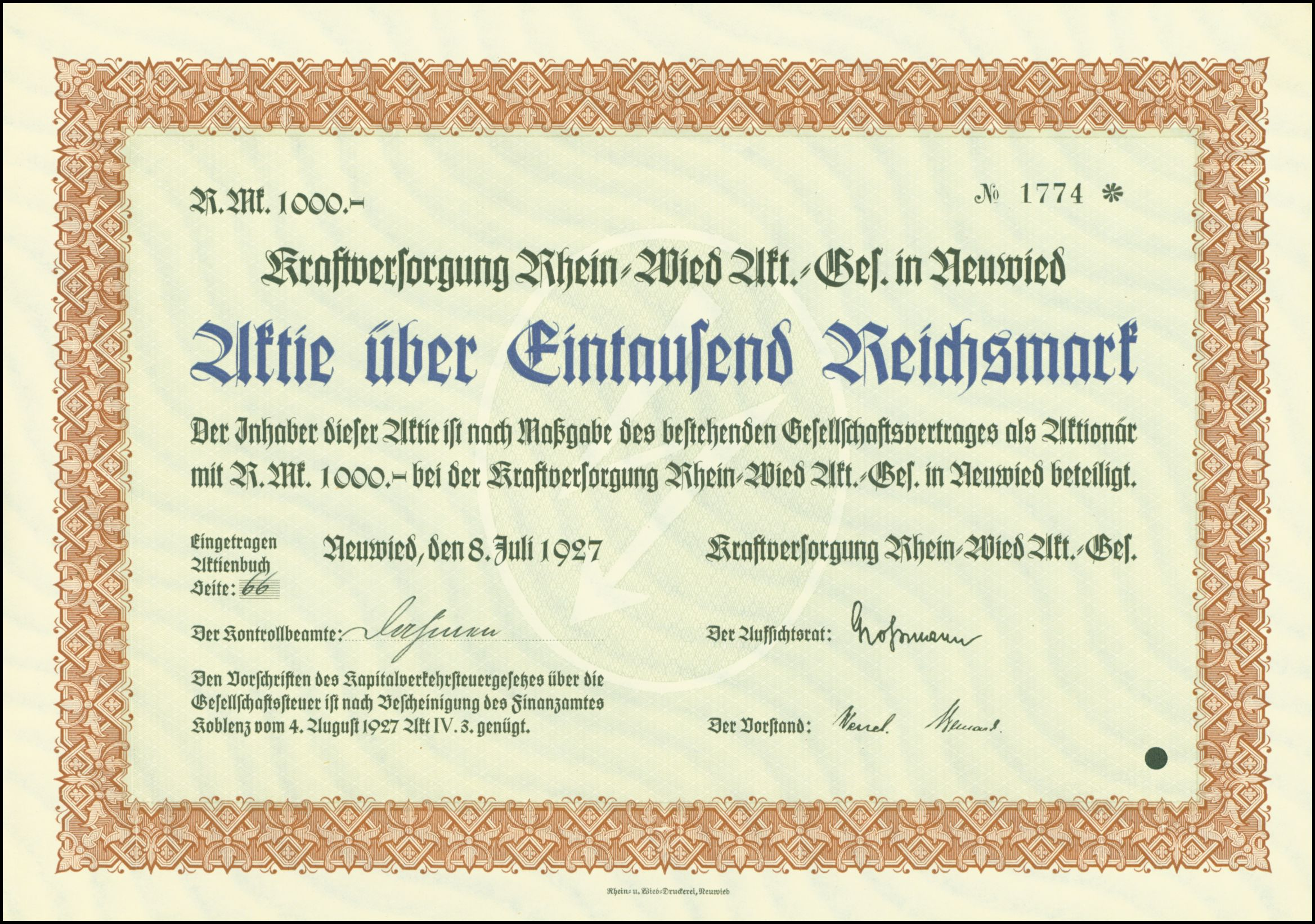
Aktie über 1000 RM der Kraftversorgung Rhein-Wied AG vom 8. Juli 1927